# ویوریکا دومیترو
ویوریکا دومیترو (انگلیسی: Viorica Dumitru; ۴ august ۱۹۴۶ (۷۸ سال) – ) قایقران کایاک، و قایقران کانو اهل رومانی بود.
وی در مسابقات کشوری و بین‌المللی در مجموع برندهٔ ۱ مدال نقره، ۵ مدال برنز شده‌است.